# أليكسندري كوباخيدزي
أليكسندري كوباخيدزي (11 فبراير 1987 جورجيا - ) هو لاعب كرة قدم جورجي، يلعب كلاعب وسط.

## وصلات خارجية
أليكسندري كوباخيدزي على موقع الاتحاد الأوربي (الإنجليزية)
- أليكسندري كوباخيدزي على موقع اتحاد أوكرانيا (الإنجليزية)
- أليكسندري كوباخيدزي على موقع قاعدة بيانات كرة القدم.إي يو (الإنجليزية)
- أليكسندري كوباخيدزي على موقع ناشيونال فوتبول تيمز (الإنجليزية)
- أليكسندري كوباخيدزي على موقع Soccerway.com (الإنجليزية)
- أليكسندري كوباخيدزي على موقع عالم كرة القدم.نت (الإنجليزية)
- أليكسندري كوباخيدزي على موقع AS.com (الإسبانية)